# آيت اعلي أو ابراهيم (تونفيت)
آيت اعلي أو إبراهيم هي إحدى مشيخات المملكة المغربية، تتبع جغرافيا لإقليم ميدلت وإداريًا لتونفيت. يقدر عدد سكانها بـ 1446 نسمة حسب الإحصاء الرسمي للسكان والسكنى لسنة 2004.